# Masafumi Yokoyama
Masafumi Yokoyama (横山 正文, Yokoyama Masafumi, Nagasaki, 10 april 1956) is een Japans voormalig voetballer die als aanvaller speelde.

## Clubcarrière
In 1972 ging Yokoyama naar de Shimabara Technical High School, waar hij in het schoolteam voetbalde. Nadat hij in 1975 afstudeerde, ging Yokoyama spelen voor Nippon Steel.

## Japans voetbalelftal
Masafumi Yokoyama debuteerde in 1979 in het Japans nationaal elftal en speelde 31 interlands, waarin hij 10 keer scoorde.

## Statistieken
| Japans voetbalelftal | Japans voetbalelftal | Japans voetbalelftal |
| Jaar                 | Wed.                 | Dlp.                 |
| -------------------- | -------------------- | -------------------- |
| 1979                 | 1                    | 0                    |
| 1980                 | 12                   | 2                    |
| 1981                 | 9                    | 6                    |
| 1982                 | 1                    | 0                    |
| 1983                 | 7                    | 2                    |
| 1984                 | 1                    | 0                    |
| Totaal               | 31                   | 10                   |